# Ясна Поляна (Хакасія)
Ясна Поляна (рос. Я́сная Поля́на) — селище в Аскизькому районі Хакасії.

## Географія
Розташоване селище за 96 км від райцентру — села Аскиз.

## Історія
Заснований населений пункт у 1965 році у зв'язку з будівництвом залізниці Новокузнецьк-Абакан.

## Населення
- 2004—800 осіб;
- 2010 — 12 осіб;

Станом на 1.01.2004 року росіяни (86,2 %), казахи, українці, хакаси, латиші.

## Топографічні карти
- Аркуш карти N-45-96 Бискамжа. Масштаб: 1 : 100 000. Стан місцевості на 1984 р. Видання 1987 р. (рос.)